# 紐納特 (伊利諾伊州)
紐納特（英語：Neunert）是位於美國伊利諾伊州傑克遜縣的一個非建制地區。該地的面積和人口皆未知。

## 地理
紐納特的座標為37°43′22″N 89°32′44″W / 37.72278°N 89.54556°W，而該地的平均海拔高度為110米（即361英尺）。